# Baracs
Baracs é um município da Hungria, situado no condado de Fejér. Tem 55,18 km² de área e sua população em 2015 foi estimada em 3.362 habitantes.